# Patrick Macnee

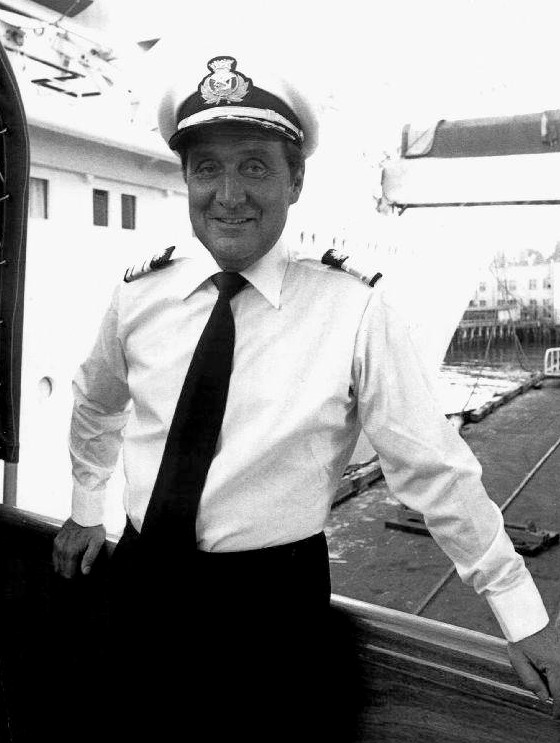
Patrick Macnee

Patrick Macnee (n. 6 februarie 1922, Greater London, Anglia, Regatul Unit al Marii Britanii și Irlandei – d. 25 iunie 2015, Rancho Mirage⁠(d), California, SUA) a fost un actor englez de film.

## Filmografie selectivă

### Cinema
- 1951 Sclavul aurului (Scrooge), regia Brian Desmond Hurst
- 1956 Bătălia de la Rio de la Plata (The Battle of the River Plate), regia Michael Powell și Emeric Pressburger
- 1957 Les Girls (Les Girls), regia George Cukor
- 1980 The Sea Wolves, regia  Andrew V. McLaglen
- 1981 The Howling, regia Joe Dante
- 1985 Perspectiva unei crime (A View to a Kill), regia John Glen
- 1998 The Avengers - Agentii speciali (The Avengers), regia Jeremiah S. Chechik

### Televiziune
- 1959 Alfred Hitchcock prezintă... (Alfred Hitchcock Presents) – serial TV
- 1959 Zona crepusculară (serial din 1959) (The Twilight Zone), regia Rod Serling
- 1959 Zona crepusculară (The Twilight Zone) – serial TV
- 1965–1968	Răzbunătorii (The Avengers) : John Steed	(60 episoade)
- 1971 Night Gallery (Night Gallery) – serial TV, 1 episod
- 1975 Columbo (serial TV)
- 1985 Verdict crimă (Murder, She Wrote), regia Peter S. Fischer
- 1991 P.S.I. Luv U – serie TV, 5 episoade
- 1991 Sherlock Holmes și crima de la operă	(Sherlock Holmes and the Leading Lady), regia Peter Sasdy
- 1994 Thunder in Paradise – serial TV, 22 episoade